# Mikaela Shiffrin
Mikaela Pauline Shiffrin, född 13 mars 1995 i Vail i Colorado, är en amerikansk alpin skidåkare. Hon har vunnit den totala världscupen fem gånger och den 23 februari 2025 tog hon sin 100:e seger i världscupen, vilket är fler än någon annan på såväl herr- som damsidan.

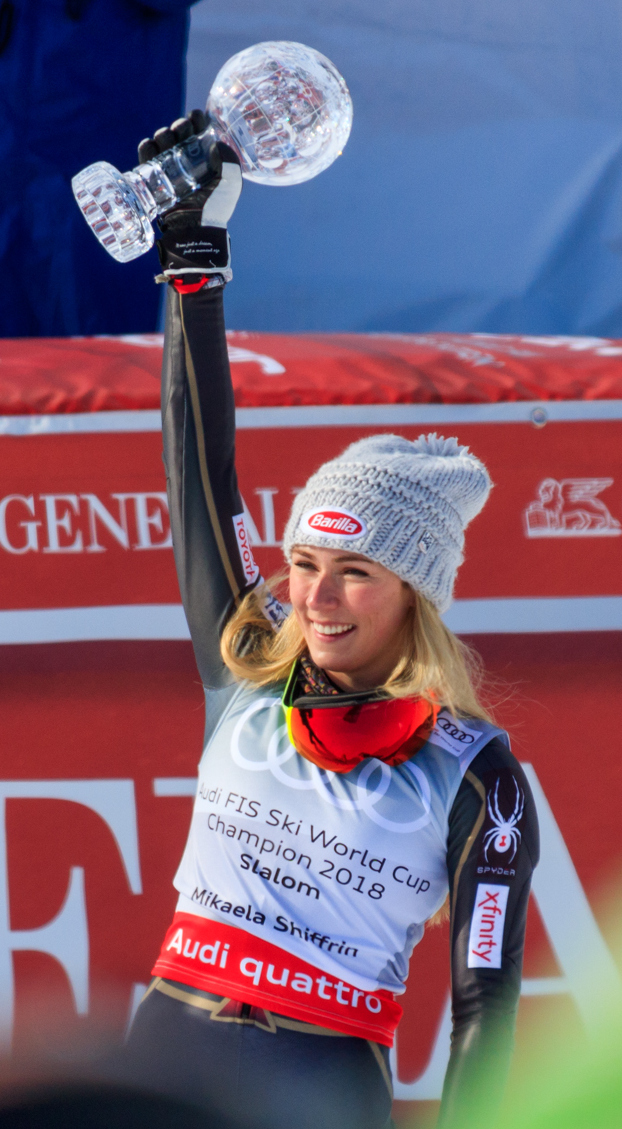
Mikaela Shiffrin efter slalomtävlingen i Åre 2018

## Karriär
Shiffrin debuterade i världscupen i mars 2011. Därefter har hon vunnit 93 gånger i världscupen och tagit 134 pallplatser (till 5 februari 2023). Hennes första världscupseger kom i slalomtävlingen i Åre i december 2012, bara 17 år gammal.  Hon deltog i Världsmästerskapen 2013 i Schladming och slutade sexa i storslalomen. I slalomtävlingen två dagar senare vann hon sitt första mästerskapsguld före Michaela Kirchgasser och Frida Hansdotter. 
I världscupavslutningen i Lenzerheide i mars 2013 vann hon slalomtävlingen och säkrade därmed med sin fjärde seger i slalomcupen säsongen 2012/2013 tätt följt av Tina Maze.
Under OS i Sotji tog Shiffrin guld i slalom. Hon blev därmed den yngsta någonsin att vinna ett OS-guld i slalom. I världscupen under säsongen vann Shiffrin fem slalomtävlingar och tog hem sin andra raka slalomcuptitel.
Shiffrin delade segern i den inledande storslalomen i Sölden säsongen 2014/2015 tillsammans med Anna Veith. Detta var Shiffrins första storslalomseger i världscupen. Hon fortsatte att dominera i slalom under säsongen med fem världscupssegrar och en tredje raka seger i slalomcupen. Hon försvarade sitt VM-guld i slalom i hemstaden Vail 2015, och hade därmed vunnit tre mästerskapsguld i slalom före 20 års ålder, alla hon ställt upp i.
Den 28 november 2015 vann Shiffrin en slalomtävling i Aspen med 3,07 sekunder ner till tvåan Veronika Velez-Zuzulová. Ingen hade någonsin vunnit en slalomtävling i världscupen med så stor marginal på damsidan tidigare. Den 12 december under uppvärmningen inför en storslalom i Åre skadade hon sitt knä. Hon gjorde comeback den 15 februari 2016 i en slalomtävling i Crans-Montana som hon vann. Hon vann även de två sista slalomtävlingarna under säsongen och var därmed obesegrad i slalom under hela vintern men lyckades ändå inte vinna slalomcupen fjärde året i rad på grund av sin skadefrånvaro.
Säsongen 2016–17 satsade hon på alla grenar. Hon vann de fyra första slalomtävlingarna och två gånger i storslalom före nyår. Sedan körde hon ur första gången sedan 2013 i slalomvärldscupen, innan hon vann en slalom till och samt parallellslalomtävlingen i Stockholm samt blev fyra i en Super-G, nytt personbästa. Med detta närmade hon sig seger i totala cupen. Under VM i Sankt Moritz tog hon sitt tredje raka guld i slalom och även ett silver i storslalom. Det var första gången på över 75 år som någon kvinnlig åkare lyckats vinna slalomguld tre världsmästerskap i följd. Efter VM vann hon sin första seger i kombination, samt en seger i slalom och en i storslalom. Detta säkrade slalomcupen. Efter finalhelgen stod det klart att hon vunnit totala cupen med 318 poängs marginal.
Säsongen 2017–18 började ungefär lika bra som den föregående med fem segrar i världscupen före nyår. Den 2 december 2017 vann Shiffrin sin första världscupstävling i störtlopp, i Lake Louise. Dagen innan hade hon tagit sin första pallplats i störtlopp då hon var trea. Efter ytterligare fem segrar under den första halvan av januari nådde hon så många poäng, att hon vid denna tid ansågs i praktiken ha totalsegern och slalomcupsegern klar. Hon fortsatte med en tredjeplats i störtlopp, innan det gick sämre resten av januari med tre uråkningar och två sjundeplatser. I OS i Pyongchang tog Shiffrin guld i storslalom och silver i kombination men blev fyra i slalom. Sedan blev det segrar i de två sista slalomtävlingarna och därmed seger i totala cupen (överlägset) och i slalomcupen.
Säsongen 2018–19 började hon med att vinna de två första slalomtävlingarna. Den 2 december 2018 vann hon super-G-tävlingen i Lake Louise och blev därmed den sjunde kvinnan i historien att vinna i alla fem discipliner i världscupen. En vecka senare vann hon återigen i super-G under tävlingshelgen i Sankt Moritz. Efter en seger vardera i parallellslalom, storslalom och slalom under 9–22 december hade hon mer än dubbelt så många poäng i totalcupen som tvåan, och nådde dessutom 50 segrar i världscupen. Efter att ha tagit sin 36:e slalomseger i världscupen den 29 december i Semmering gick hon om Marlies Schild som den mest med flest världscupssegrar i slalom på damsidan. Under 2019 före VM vann hon två slalom och två storslalom till, och en super-G, och kostade på sig två andraplatser. Hon inledde VM i Åre med att vinna super-g-tävlingen vilket var henne första fartseger i ett stort mästerskap. Hon tog sedan brons i storslalom. Trots svår förkylning lyckades hon också vinna sitt fjärde raka VM-guld i slalom; ingen alpinåkare hade tidigare tagit fyra raka guld i samma disciplin. Efter VM vann hon ytterligare 4 tävlingar och tog därmed 17 totalt segrar under säsongen vilket var nytt rekord. Hon vann den totala världscupen för tredje året i rad och tog även hem slalomcupen, storslalomcupen och super-G cupen. Hon nådde också 60 segrar i världscupen, varav 40 i slalom, delad ledning med Ingemar Stenmark om flest världscupsegrar i slalom.
Genom segern i Schladming den 11 januari 2022 tog Mikaela Shiffrin sin 47:e världscupvinst i slalom. Därmed har hon flest världscupsegrar i en disciplin. Tvåa är Ingemar Stenmark med 46 segrar i storslalom.  
Säsongen 2022/2023 inleddes med inställda tävlingar i Sölden och premiären blev istället i Levi i Finland. Det kördes två tävlingar i slalom och Shiffrin tog dubbla segrar. Därmed inhämtade hon seger 75 och 76 I världscupen. Den 10 mars 2023 vann hon storslalomtävlingen i Åre, och tangerade därmed Ingemar Stenmarks rekord på 86 vunna deltävlingar. Dagen därpå, också i Åre, vann hon slalomtävlingen och slog därmed Ingemar Stenmarks rekord.
Vid VM 2025 i Saalbach-Hinterglemm tog Shiffrin guld i lagkombination tillsammans med Breezy Johnson.

## Meriter

### Världscupsegrar
| Nr | Datum            | Plats             | Land      | Disciplin       |
| -- | ---------------- | ----------------- | --------- | --------------- |
| 1  | 20 december 2012 | Åre               | Sverige   | Slalom          |
| 2  | 4 januari 2013   | Zagreb            | Kroatien  | Slalom          |
| 3  | 15 januari 2013  | Flachau           | Österrike | Slalom          |
| 4  | 16 mars 2013     | Lenzerheide       | Schweiz   | Slalom          |
| 5  | 16 november 2013 | Levi              | Finland   | Slalom          |
| 6  | 5 januari 2014   | Bormio            | Italien   | Slalom          |
| 7  | 14 januari 2014  | Flachau           | Österrike | Slalom          |
| 8  | 8 mars 2014      | Åre               | Sverige   | Slalom          |
| 9  | 15 mars 2014     | Lenzerheide       | Schweiz   | Slalom          |
| 10 | 25 oktober 2014  | Sölden            | Österrike | Storslalom      |
| 11 | 29 december 2014 | Kühtai            | Österrike | Slalom          |
| 12 | 4 januari 2015   | Zagreb            | Kroatien  | Slalom          |
| 13 | 22 februari 2015 | Maribor           | Slovenien | Slalom          |
| 14 | 14 mars 2015     | Åre               | Sverige   | Slalom          |
| 15 | 21 mars 2015     | Méribel           | Frankrike | Slalom          |
| 16 | 28 november 2015 | Aspen             | USA       | Slalom          |
| 17 | 29 november 2015 | Aspen             | USA       | Slalom          |
| 18 | 15 februari 2016 | Crans-Montana     | Schweiz   | Slalom          |
| 19 | 6 mars 2016      | Jasná             | Slovakien | Slalom          |
| 20 | 19 mars 2016     | Sankt Moritz      | Schweiz   | Slalom          |
| 21 | 12 november 2016 | Levi              | Finland   | Slalom          |
| 22 | 27 november 2016 | Killington        | USA       | Slalom          |
| 23 | 11 december 2016 | Sestriere         | Italien   | Slalom          |
| 24 | 27 december 2016 | Semmering         | Österrike | Storslalom      |
| 25 | 28 december 2016 | Semmering         | Österrike | Storslalom      |
| 26 | 29 december 2016 | Semmering         | Österrike | Slalom          |
| 27 | 8 januari 2017   | Maribor           | Slovenien | Slalom          |
| 28 | 31 januari 2017  | Stockholm         | Sverige   | Parallellslalom |
| 29 | 26 februari 2017 | Crans-Montana     | Schweiz   | Kombination     |
| 30 | 10 mars 2017     | Squaw Valley      | USA       | Storslalom      |
| 31 | 11 mars 2017     | Squaw Valley      | USA       | Slalom          |
| 32 | 26 november 2017 | Killington        | USA       | Slalom          |
| 33 | 2 december 2017  | Lake Louise       | Kanada    | Störtlopp       |
| 34 | 19 december 2017 | Courchevel        | Frankrike | Storslalom      |
| 35 | 20 december 2017 | Courchevel        | Frankrike | Parallellslalom |
| 36 | 28 december 2017 | Lienz             | Österrike | Slalom          |
| 37 | 1 januari 2018   | Holmenkollen      | Norge     | Parallellslalom |
| 38 | 3 januari 2018   | Zagreb            | Kroatien  | Slalom          |
| 39 | 6 januari 2018   | Kranjska Gora     | Slovenien | Storslalom      |
| 40 | 7 januari 2018   | Kranjska Gora     | Slovenien | Slalom          |
| 41 | 9 januari 2018   | Flachau           | Österrike | Slalom          |
| 42 | 10 mars 2018     | Ofterschwang      | Tyskland  | Slalom          |
| 43 | 17 mars 2018     | Åre               | Sverige   | Slalom          |
| 44 | 17 november 2018 | Levi              | Finland   | Slalom          |
| 45 | 25 november 2018 | Killington        | USA       | Slalom          |
| 46 | 2 december 2018  | Lake Louise       | Kanada    | Super-G         |
| 47 | 8 december 2018  | Sankt Moritz      | Schweiz   | Super-G         |
| 48 | 9 december 2018  | Sankt Moritz      | Schweiz   | Parallellslalom |
| 49 | 21 december 2018 | Courchevel        | Frankrike | Storslalom      |
| 50 | 22 december 2018 | Courchevel        | Frankrike | Slalom          |
| 51 | 29 december 2018 | Semmering         | Österrike | Slalom          |
| 52 | 5 januari 2019   | Zagreb            | Kroatien  | Slalom          |
| 53 | 15 januari 2019  | Kronplatz         | Italien   | Storslalom      |
| 54 | 20 januari 2019  | Cortina d'Ampezzo | Italien   | Super-G         |
| 55 | 1 februari 2019  | Maribor           | Slovenien | Storslalom      |
| 56 | 2 februari 2019  | Maribor           | Slovenien | Slalom          |
| 57 | 19 februari 2019 | Stockholm         | Sverige   | Parallellslalom |
| 58 | 9 mars 2019      | Špindlerův Mlýn   | Tjeckien  | Slalom          |
| 59 | 16 mars 2019     | Soldeu            | Andorra   | Slalom          |
| 60 | 17 mars 2019     | Soldeu            | Andorra   | Storslalom      |
| 61 | 23 november 2019 | Levi              | Finland   | Slalom          |
| 62 | 1 december 2019  | Killington        | USA       | Slalom          |
| 63 | 28 december 2019 | Lienz             | Österrike | Slalom          |
| 64 | 29 december 2019 | Lienz             | Österrike | Storslalom      |
| 65 | 24 januari 2020  | Bansko            | Bulgarien | Störtlopp       |
| 66 | 26 januari 2020  | Bansko            | Bulgarien | Super-G         |
| 67 | 14 december 2020 | Courchevel        | Frankrike | Storslalom      |
| 68 | 12 januari 2021  | Flachau           | Österrike | Slalom          |
| 69 | 6 mars 2021      | Jasna             | Slovakien | Slalom          |
| 70 | 23 oktober 2021  | Sölden            | Österrike | Storslalom      |
| 71 | 28 november 2021 | Killington        | USA       | Slalom          |
| 72 | 21 december 2021 | Courchevel        | Frankrike | Storslalom      |
| 73 | 11 januari 2022  | Schladming        | Österrike | Slalom          |
| 74 | 16 mars 2022     | Courchevel        | Österrike | Störtlopp       |
| 75 | 19 november 2022 | Levi              | Finland   | Slalom          |
| 76 | 20 november 2022 | Levi              | Finland   | Slalom          |
| 77 | 18 december 2022 | St. Moritz        | Schweiz   | Super-G         |
| 78 | 27 december 2022 | Semmering         | Österrike | Storslalom      |
| 79 | 28 december 2022 | Semmering         | Österrike | Storslalom      |
| 80 | 29 december 2022 | Semmering         | Österrike | Slalom          |
| 81 | 4 januari 2023   | Zagreb            | Kroatien  | Slalom          |
| 82 | 8 januari 2023   | Kranjska Gora     | Slovenien | Storslalom      |
| 83 | 24 januari 2023  | Kronplatz         | Italien   | Storslalom      |
| 84 | 25 januari 2023  | Kronplatz         | Italien   | Storslalom      |
| 85 | 28 januari 2023  | Špindlerův Mlýn   | Tjeckien  | Slalom          |
| 86 | 10 mars 2023     | Åre               | Sverige   | Storslalom      |
| 87 | 11 mars 2023     | Åre               | Sverige   | Slalom          |
| 88 | 19 mars 2023     | Soldeu            | Andorra   | Storslalom      |

### Övriga meriter
- Segrare i totala världscupen 2016/2017, 2017/2018, 2018/2019 och 2021/2022.
- Segrare i slalomcupen 2012/2013, 2013/2014, 2014/2015, 2016/2017, 2017/2018 och 2018/2019.
- Segrare i super-g-cupen 2018/2019.
- Segrare i storslalomcupen 2018/2019.